# 盖尔·费希尔
盖尔·费希尔（英語：Gail Fisher，1935年8月18日—2000年12月2日），女，美国演员。曾获得黄金时段艾美奖戏剧类电视系列剧最佳女配角。